# بوئینگ کی‌بی-۲۹ سوپرفورترس
بوئینگ کی‌بی-۲۹ سوپرفورترس (به انگلیسی: Boeing KB-29 Superfortress) یک هواپیمای ساختِ بوئینگ در کشور ایالات متحده آمریکا است. نخستین استفاده‌کنندهٔ این هواپیما نیروی هوایی ایالات متحده آمریکا بوده‌است.